# Adolph Koldofsky
Adolph Koldofsky (* 13. September 1905 in London; † 8. April 1951 in Los Angeles) war ein kanadischer Geiger.

## Leben
Der Sohn polnisch-jüdischer Auswanderer kam mit seinen Eltern 1910 nach Kanada und studierte ab 1912 in Toronto Violine bei Harry Adaskin, Luigi von Kunits und Géza de Kresz. Später nahm er auch Unterricht bei Eugène Ysaÿe in Brüssel (1925–28) und Otakar Ševčík in der Tschechoslowakei (1929–30).
Von 1923 bis 1938 spielte Koldofsky mit Unterbrechungen Geige im Toronto Symphony Orchestra. Von 1938 bis 1942 war er Zweiter Geiger des Hart House String Quartet. Daneben gab er Konzerte mit verschiedenen Sinfonieorchestern als Solist und trat mit seiner Frau, der Pianistin Gwendolyn Williams Koldofsky auf.
Er entdeckte eine Anzahl von Originalmanuskripten von Konzerten für Tasteninstrumente Carl Philipp Emanuel Bachs, von denen fünf unter seiner Leitung von Wanda Landowska bei der CBC ihre moderne Uraufführung hatten. 1944 wurde er Konzertmeister des Vancouver Symphony Orchestra und Dirigent der Jugendsinfonie.
1945 ging Koldofsky nach Los Angeles. Dort arbeitete er freiberuflich für die RKO Pictures, gab Kammermusikkonzerte und gründete den Regionalverband der International Society for Contemporary Music. Er spielte die Uraufführungen der beiden letzten Instrumentalwerke Arnold Schönbergs, des Streichtrios opus 45 und der Phantasy opus 47, die dieser für ihn komponiert hatte. Nach dem Tod seiner Frau (1998) stiftete die University of Southern California die Gwendolyn and Adolph Koldofsky Memorial Scholarship. Seine Schwester ist die Platten- und Filmproduzentin Eleanor Koldofsky.